# 13405 Дорісбіллінґс
13405 Дорісбіллінґс  (13405 Dorisbillings) — астероїд головного поясу, відкритий 21 вересня 1999 року.
Тіссеранів параметр щодо Юпітера — 3,585.